# 岡本義則 (競艇選手)
岡本 義則（おかもと よしのり、1935年2月22日 - ）は、福岡県北九州市小倉北区出身の元ボートレーサー。
兄の保は元オートレーサー。

## 来歴
1959年11月に6期生として選手登録され、彦坂郁雄・浅見敏夫・高田登らと共にデビュー。巧みなハンドルと卓越した整備力で、常に高い勝率をマークし、特に2コースの捌きは絶品であった。整備の熱心さから「走る教科書」と呼ばれ、前検日にはスタート特訓が終わると、真っ先に整備室の一角にある長机に陣取ってバルブの羽根を徹底的にいじっていた。その他の整備は一切せず、バルブ調整ばかりやっていた。1970年には驚異の171勝を挙げ、この記録は現在も破られていない。1980年には8月5日から10月17日にかけて22連勝を達成するが、現在も歴代3位の記録として残っている。記念優勝（SG、GI）が34回あり、全24場のうち17場で優勝していた実績を持ち、1991年には56歳で第6回賞金王シリーズ戦（平和島）を制した。1992年には芦屋周年と徳山周年を57歳で制して、当時の「GI最年長優勝記録」を作った。「ターンの魔術師」と呼ばれ、作詞家の喜多條忠はいつも「岡本先生」と呼んでいた。一時期は植木通彦の師匠でもあり、それまで弟子はいっさいおらず、いつも単独行動であった岡本にとって植木は、最初で最後の弟子になる。植木は、デビュー後、岡本に何度も弟子入りを志願したが、岡本さんはいつもつれない返事であった。ある年、猛烈な台風が北九州を襲い、岡本の自宅の屋根瓦が吹き飛ばされた。その時に植木の父が岡本家に通って屋根瓦を修復し、流石の岡本も、これに感謝して、弟子入りを認めた。
岡本は、自分が競艇選手だということを近所の住民に知られたくなかったようで、レースに出かけるときはいつもスーツを着ていたため、近所の人は「ごく普通のサラリーマンのようだった」と言っていた。
1997年5月1日の若松一般戦「ゴールデンウィーク特選」4日目3Rで最後の勝利となる通算3031勝（1号艇1コース進入）を挙げ、3日で最終日の11Rが最後の出走となった（1号艇3コース進入で5着）。
2007年、ボートレースの殿堂入りを果たした。

## 獲得タイトル
※太字は四大特別競走を含むSG級レース
- 1964年 - 第10回全国地区対抗戦競走（蒲郡）、徳山開設11周年記念競走
- 1966年 - 徳山開設13周年記念競走、常滑開設13周年記念「全国争覇特別競走」
- 1967年 - 九州地区選手権競走（若松）、芦屋開設15周年記念競走、唐津開設14周年記念競走
- 1968年 - 第4回鳳凰賞競走（戸田）、大村開設16周年記念競走
- 1969年 - 第15回モーターボート記念競走（丸亀）
- 1970年 - 若松開設18周年記念競走
- 1972年 - 若松開設20周年記念競走
- 1973年 - 芦屋開設21周年記念競走、下関開設18周年記念競走
- 1975年 - びわこ開設22周年記念「秩父宮妃記念杯競走」
- 1977年 - 九州地区選手権競走（福岡）、鳴門開設24周年記念競走
- 1978年 - 徳山開設25周年記念競走、尼崎開設26周年記念競走
- 1979年 - びわこ開設27周年記念「秩父宮妃記念杯競走」
- 1981年 - 九州地区選手権競走（大村）
- 1985年 - 多摩川開設31周年記念競走
- 1988年 - 戸田開設32周年記念競走
- 1989年 - 九州地区選手権競走（芦屋）、尼崎開設37周年記念競走
- 1990年 - 福岡開設37周年記念競走、尼崎開設38周年記念競走
- 1991年 - 第6回賞金王シリーズ戦（平和島）
- 1992年 - 芦屋開設40周年記念「全日本王座決定戦」競走、徳山開設39周年記念競走